# Descubrimiento de Plutón

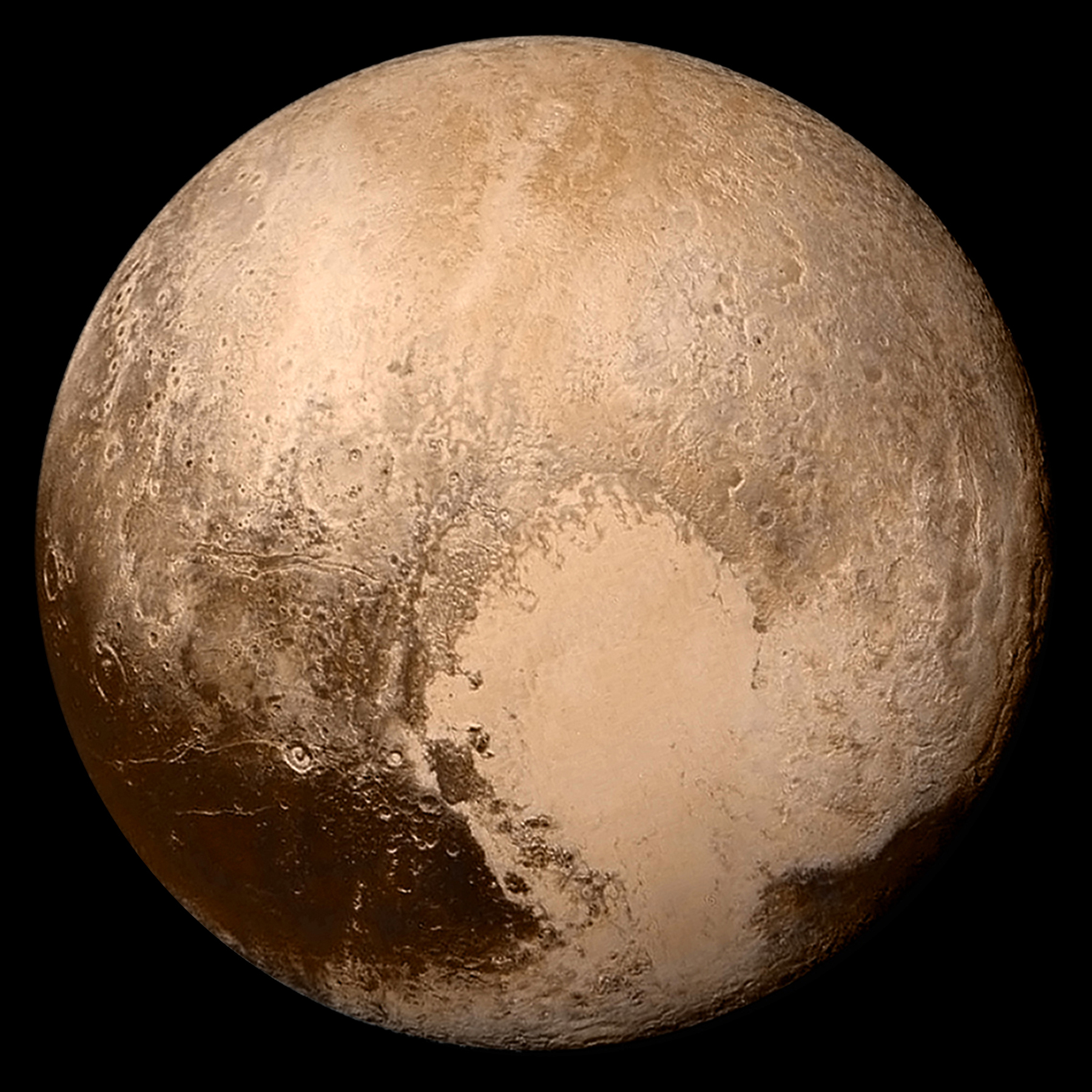
Plutón.

Plutón o (134340) Pluto es un planeta enano del sistema solar situado a continuación de la órbita de Neptuno.
Plutón fue descubierto el 18 de febrero de 1930 por el astrónomo estadounidense Clyde William Tombaugh (1906-1997) desde el Observatorio Lowell en Flagstaff, Arizona, y fue considerado el noveno y más pequeño planeta del sistema solar por la Unión Astronómica Internacional y por la opinión pública desde entonces hasta 2006, aunque su pertenencia al grupo de planetas del sistema solar fue siempre objeto de controversia entre los astrónomos. Incluso, durante muchos años existió la creencia de que Plutón era un satélite de Neptuno que había dejado de ser satélite por el hecho de alcanzar una segunda velocidad cósmica. Sin embargo, esta teoría fue rechazada en la década de 1970. En la década de los cuarenta del siglo XIX, Urbain Le Verrier (1811-1877) empleó la mecánica newtoniana para predecir la posición de Neptuno tras analizar las perturbaciones en la órbita de Urano. Posteriores observaciones de Neptuno, a finales del siglo XIX, llevaron a los astrónomos a conjeturar que otro planeta, además de Neptuno, perturbaba la órbita de Urano.

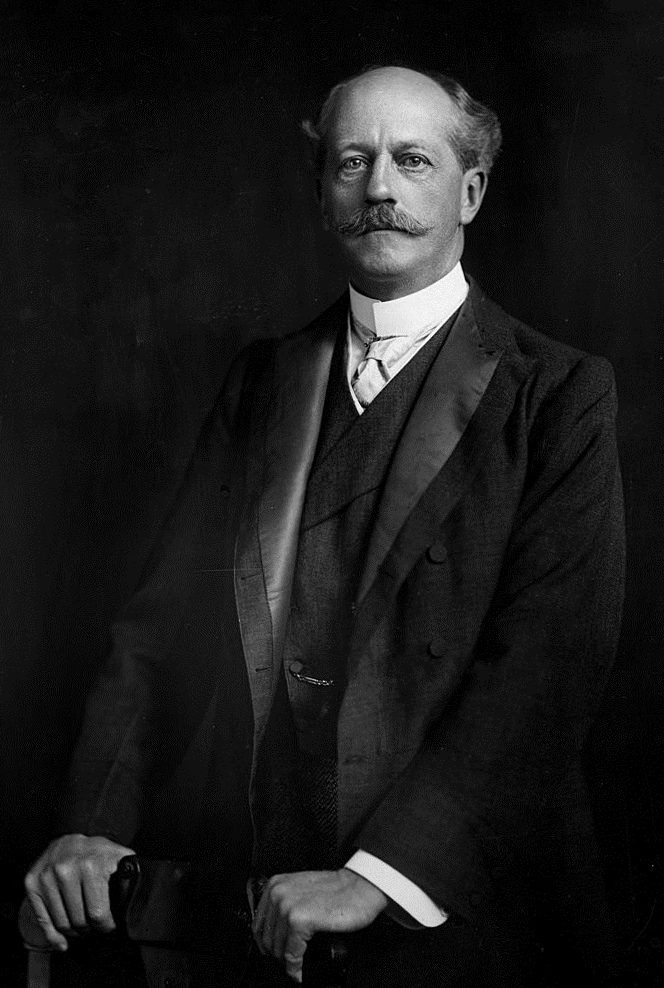
Fotografía de Percival Lowell, iniciador del programa que desembocó en el descubrimiento de Plutón.

En 1906, Percival Lowell (1855-1916) —un bostoniano adinerado que había fundado en 1894 el observatorio Lowell en Flagstaff, Arizona— inició un intenso programa de búsqueda del noveno planeta al que llamó Planeta X. Para 1909, él y William H. Pickering (1855-1935) habían sugerido varias coordenadas celestes donde podría encontrarse dicho planeta. Lowell y los miembros de su observatorio llevaron adelante la búsqueda, sin obtener resultados hasta la muerte de aquel en 1916. Sin embargo, y sin saberlo, Lowell lo había fotografiado en la placa del 19 de marzo y en la del 7 de abril de 1915 donde aparecía como un objeto débil. Hay otras catorce observaciones precovery conocidas, siendo la más antigua la hecha en el observatorio Yerkes el 20 de agosto de 1909.
La búsqueda del Planeta X se detuvo debido a una disputa legal de diez años con la viuda de Lowell. Constance Lowell (1862-1954) quería que una parte del legado que su marido dejó al observatorio fuese para ella. En 1929, el nuevo director del observatorio, Vesto Melvin Slipher (1875-1969), encargó la búsqueda a Clyde William Tombaugh (1906-1997), un joven de Kansas de 23 años, quien había dejado impresionado a Slipher por sus dibujos astronómicos.
La tarea de Tombaugh consistió en la toma de pares de fotografías del cielo nocturno para, a continuación, examinar cada par y determinar si algún objeto había cambiado de posición. Usó para ello un microscopio de parpadeo, aparato que creaba una ilusión de movimiento al desplazar rápidamente dos fotografías sobre sí mismas y permitía así detectar cambios en la posición de los objetos o en la apariencia de las imágenes. El 18 de febrero de 1930, tras casi un año de búsqueda, encontró un objeto que se había movido en las placas tomadas el 23 y 29 de enero de ese año. Una fotografía de menor calidad tomada el 21 ayudó a confirmar el movimiento. Después de que el observatorio obtuviera fotografías adicionales de confirmación, la noticia del descubrimiento se telegrafió al observatorio del Harvard College el 13 de marzo de 1930.

### Nombre

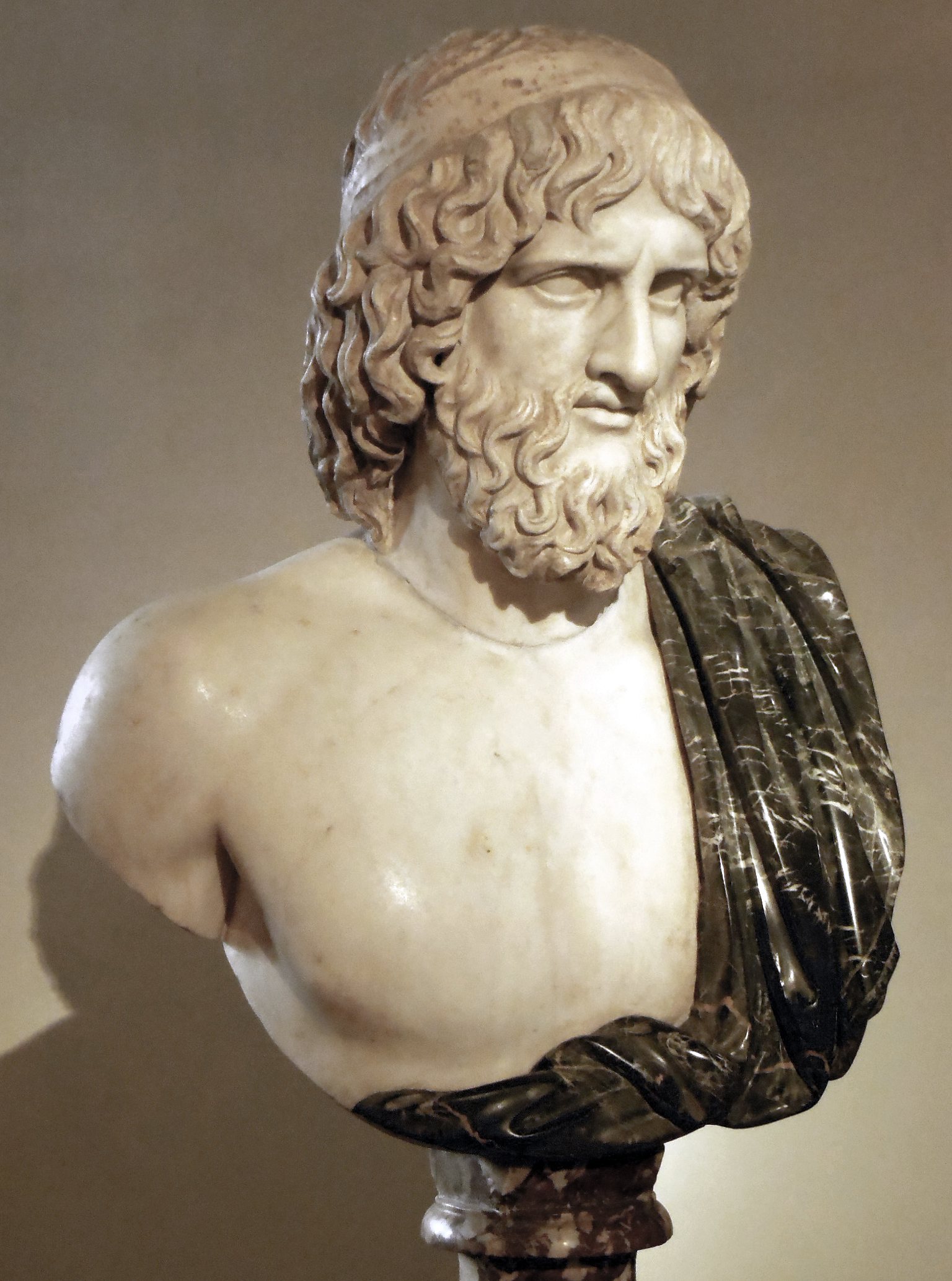
El nuevo planeta fue nombrado por Plutón, el dios romano del inframundo.

El descubrimiento fue noticia en todo el mundo. El observatorio Lowell, que tenía el derecho a nombrar el nuevo objeto, recibió más de 1000 sugerencias que iban desde «Atlas» hasta «Zymal». Tombaugh urgió a Slipher para que propusiera un nombre antes de que alguien se adelantara y lo hiciera. Constance Lowell sugirió primero «Zeus»; después «Percival»; y finalmente «Constance». Ninguna fue tomada en consideración.
El nombre «Plutón» —del dios romano del inframundo— fue propuesto por Venetia Burney (1918-2009), una estudiante de Oxford interesada en la mitología clásica, durante una conversación con su abuelo Falconer Madan (1851-1935), miembro de la Biblioteca Bodleiana. Este pasó el nombre al astrónomo Herbert Hall Turner (1861-1930) quien, a su vez, envió un cable a sus colegas estadounidenses con la propuesta.
Para elegir el nombre definitivo del objeto, a cada miembro del observatorio Lowell se le pidió que votara por una de tres propuestas: «Minerva», que ya era el nombre de un asteroide; «Cronos», que tenía mala fama por haber sido propuesto por el impopular astrónomo Thomas Jefferson Jackson See (1866-1962); y «Plutón». Este último recibió finalmente todos los votos. El nombre fue anunciado el 1 de mayo de 1930 y, tras conocerlo, Madan dio a Venetia cinco libras de recompensa. En la elección final del nombre ayudó que las dos primeras letras coincidieran con las iniciales de Percival Lowell. El símbolo astronómico es una representación de dichas letras: ♇, Unicode U+2647.
El nombre caló muy pronto en la cultura popular. En 1930, Walt Disney (1901-1966) se inspiró al parecer en este nombre cuando presentó a Pluto —que lleva el nombre en inglés de Plutón—, un compañero canino de Mickey Mouse, aunque el animador de la Disney Ben Sharpsteen (1895-1980) no fue capaz de confirmar la veracidad de esto. En 1941, Glenn T. Seaborg (1912-1999) llamó «plutonio» a un nuevo elemento químico a partir del nombre del planeta. Seaborg seguía la reciente tradición de denominar a los elementos descubiertos por el nombre de los nuevos planetas del sistema solar. Así, el uranio se nombró a partir de Urano y el neptunio de Neptuno. La mayoría de los idiomas emplean formas propias del nombre «Plutón». Hōei Nojiri (1885-1977) sugirió para el japonés la traducción «Meiōsei» (冥王星, «Estrella del rey del inframundo»), que fue tomada también por el chino y el vietnamita.